# Чийшия
Чийший (на украински: Городнє), наричано също Городнее (или Городное) и Градина, е село в Украйна, Одеска област, Болградски район.

## География
Землището му е с площ от 5,14 км2. Населението на селото през 2001 година е 5104 души, преобладаваща част от жителите са българи.
Селото се намира в историческата област Буджак (Южна Бесарабия). Разположено е на 80 метра надморска височина.

## История
Първите 30 семейства се заселват на мястото на бъдещата Чийшия по време на Руско-турската война от 1787 – 1792 година. Следващото заселване е свързано с Руско-турската война от 1806 – 1812 година. В резултат на това заселване селото е създадено окончателно. Официално се смята, че основаването му е през 1813 година.
Пристигналите най-вероятно са от Североизточна България – Провадия. Именно североизточният диалект лежи в основата на сформиралия се в Бесарабия чийшийски говор. Измежду първите семейства на Чийшия са били Богоеви, Иванови, Минковски, Генови, Недови, Червенкови и др.
Въпреки това, много историци и изследователи на селото имат различна версия. Един от тях е Неделчев Степан, който счита, че преселването е било от село Желю Войвода и Градина. Ето какво той казва:
| „ | Това е село Жельо Воевода (Сливенско) и село Градина (Генералтошевско) От тези два села основното са се переселили нашите прадеди. На село имахме един дядо Никола, който ми рассказваше за едно писмо. В това писмо сочело, че нашите предци СА от село Жельо Воевода. Тогава то се казвало Чиркишлий. А нашето село е Чийший. Освен това той ми каза, че в северозападната част на това село имало два дъба и един геран (кладенец) Когато ходих в Жельо Воевода, попросих дядо Иван от селото да отидем до тези дъбове. Те наистина стоят там, само че единия дъб е вече изсъхнал, а на другия закачена табелка „запазено от държавата“, имаго и герана. С дядо Иван много си говорехме на нашия стар диалект. | “ |

По указ на Правителствения сенат от 1819 година българската колония Чийшия влиза в Измаилски окръг с център в град Болград (измежду 4-те окръга в състава на Управлението на заддунавските преселници). След Кримската война, когато значителната част от българските и гагаузските колонии преминава към Румъния, колонията Чийшия остава в руската част на Бесарабия и влиза в Попечителството на бесарабските български колонии с център в град Комрат. През 1841 година започва да работи първото училище.
Колонистките права на чийшийци, както и на всички заддунавски преселници, са отменени през лятото на 1871 година. След ликвидирането на колонисткия статут се променя административното устройство на бившите български колонии. От септември 1871 година село Чийшия влиза в Ивановско-Българска, преименувана по-късно в Ивановска (българска) волост на Акерманска околия в Бесарабска губерния. Няколко години преди преломните 1917 – 1918 година Чийшия е волостен център. Има сведения, че през 1913 година в селото съществува сграда на волостното управление, също така са запазени някои документи от този орган на властта, издадени през 1916 – 1917 година.

## Население
| Година | Население |
| ------ | --------- |
| 1930   | 6222      |
| 2001   | 5104      |

Населението на селото през 2001 година е 5104 души, преобладаваща част (93,75 %) от жителите са българи.

### Езици
Численост и дял на населението по роден език, според преброяването на населението през 2001 г.:
| Роден език | Численост | Дял (в %) |
| Общо       | 5104      | 100.00    |
| Български  | 4785      | 93.75     |
| Руски      | 148       | 2.89      |
| Украински  | 76        | 1.48      |
| Гагаузки   | 47        | 0.92      |
| Молдовски  | 24        | 0.47      |
| Цигански   | 18        | 0.35      |
| Арменски   | 1         | 0.01      |
| Беларуски  | 1         | 0.01      |
| Други      | 4         | 0.07      |

## Родени в Чийший
- Николай Червенков (1948), историк, деец на българското национално движение в Молдова и Украйна
- Петър Недов (1926 – 2009), известен учен, професор, деятел на българското движение в Молдова и Украйна